# Philipp Bagus
Philipp Bagus (* 1980) ist ein deutscher Ökonom und Hochschullehrer. Als Professor für Volkswirtschaftslehre unterrichtet er an der Universität Rey Juan Carlos in Madrid. Er forscht und publiziert insbesondere über Geldpolitik, Ökonomische Theorie und Konjunkturtheorie.

## Leben
Bagus besuchte das Kardinal-von-Galen-Gymnasium in Mettingen und studierte 2003/2004 als Erasmus-Stipendiat an der Universität Rey Juan Carlos. 2005 graduierte er als Bachelor of Arts und 2006 als Diplomvolkswirt an der Westfälischen Wilhelms-Universität Münster im Fach Wirtschaftswissenschaften. An der Universität Rey Juan Carlos promovierte er im Dezember 2007 bei Jesús Huerta de Soto zum Ph.D. Gastprofessuren und Lehraufträge führten ihn an die Universitäten von Münster, Bayreuth, Prag, Osnabrück, Iași und Angers, in Madrid an die Universidad Camilo José Cela. Seit 2007 lehrt er an der Universidad Rey Juan Carlos (Departamento de Economía Aplicada e Historia e Instituciones Económicas [y Filosofía Moral]), anfangs als Profesor ayudante, dann als Profesor ayudante doctor, danach als Profesor contratado doctor, seit 2020 als Profesor titular.
Bagus veröffentlichte Beiträge in deutschsprachigen und internationalen Fachzeitschriften, etwa Wirtschaftsdienst, Journal of Business Ethics, Independent Review und American Journal of Economics and Sociology. Sein 2010 veröffentlichtes Buch The Tragedy of the Euro wurde in zahlreiche Sprachen übersetzt. Unter anderem behandelte er darin – bezogen auf das Eurosystem – die Tragik der Allmende. Einige seiner Arbeiten wurden ausgezeichnet, 2010 erhielt er den O. P. Alford III Prize in Libertarian Scholarship, 2016 den Ludwig-Erhard-Förderpreis für Wirtschaftspublizistik. 2024 publizierte er ein Buch über die Politik des libertären argentinischen Präsidenten Javier Milei, dessen politischen Ansichten er als Ökonom der Österreichischen Schule nahesteht und mit dem er persönlich befreundet ist.
Von der AfD-Bundestagsfraktion wurde er am 19. Februar 2024 als Experte für eine öffentliche Sitzung des Finanzausschusses zum Thema „digitaler Euro“ geladen und sprach sich dort wie auch die Fraktion der AfD gegen die Einführung eines „digitalen Euros“ aus.

## Mitgliedschaften
Philipp Bagus ist Fellow des Ludwig von Mises Institute, Mitglied im wissenschaftlichen Beirat des Ludwig von Mises Instituts Deutschland, Mitglied der Friedrich August von Hayek-Gesellschaft und der Mont Pèlerin Society sowie Mitglied im Netzwerk Wissenschaftsfreiheit. 2011 wurde er Mitglied des von Manfred Pohl initiierten „Frankfurter Zukunftsrats“. Seit 2017 präsidiert er als Nachfolger von Hans J. Bocker dem Verwaltungsrat der Elementum International AG.

## Schriften (Auswahl)

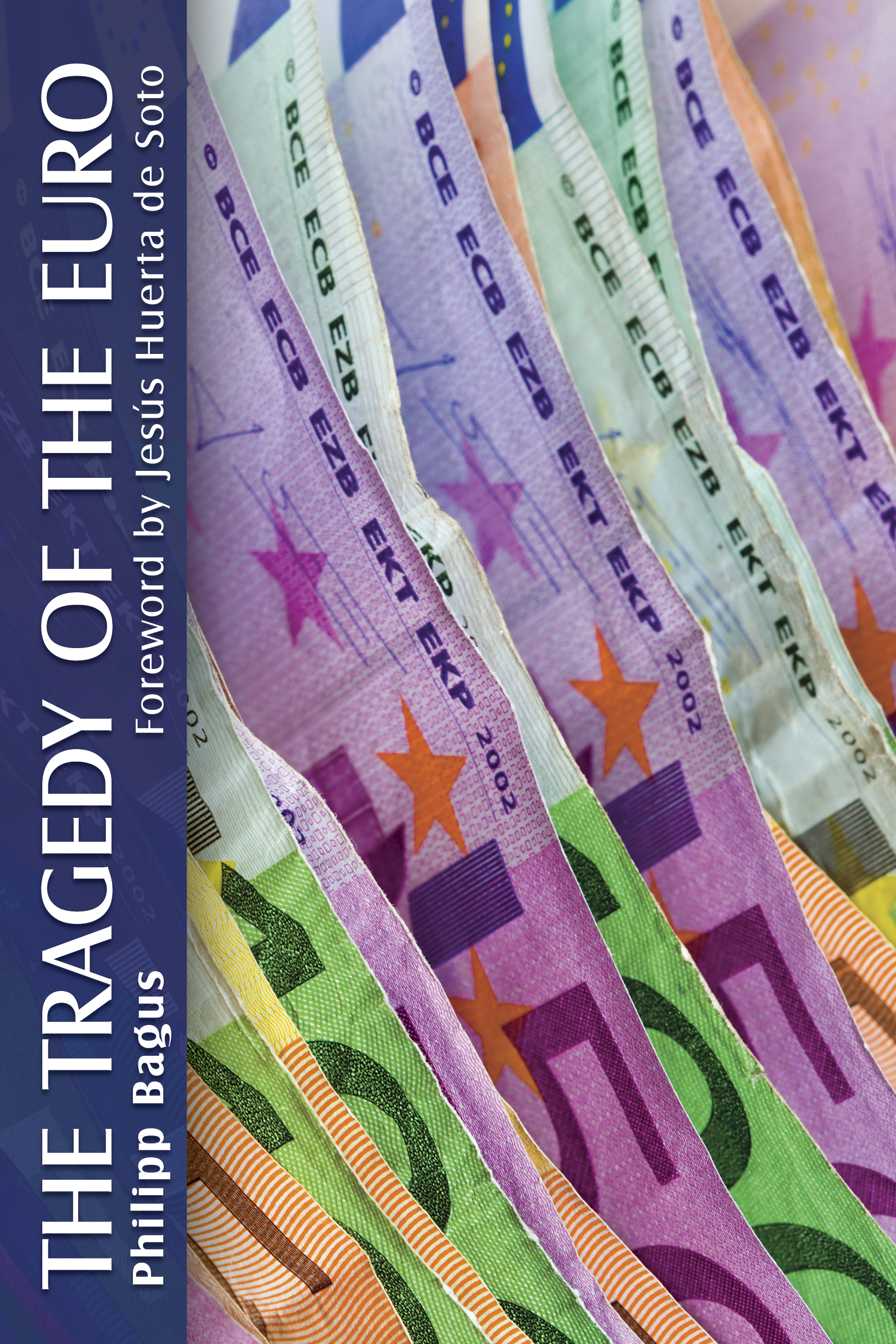
The Tragedy of the Euro, Buchcover, 2010

- Die Ära Milei. Argentiniens neuer Weg. Langen Müller, München 2024, ISBN 978-3-7844-3719-4.
- mit José Antonio Peña-Ramos und Antonio Sánchez-Bayón: COVID-19 and the Political Economy of Mass Hysteria. In: International Journal of Environmental Research Public Health, 2021, 18 (4), S. 1376 (abstract).
- Reasons Why European Banks are in Trouble. In: Tho Bishop (Hrsg.): Anatomy of the Crash. Ludwig von Mises Institute, Auburn/Alabama 2020, ISBN 978-1-61016-722-2 (Google Books).
- mit Jesús Huerta de Soto (Hauptautor) und Fabian Lair (Mitautor): Die Theorie der dynamischen Effizienz  (= Hayek-Schriftenreihe zum Klassischen Liberalismus, Band 4). Duncker & Humblot, Berlin 2020, ISBN 978-3-4281-8007-3 (Originaltitel: The theory of dynamic efficiency [= Routledge Foundations of the Market Economy, Band 28], 2008, PDF).
- mit Andreas Marquart: Wir schaffen das – alleine! Warum Kleinstaaten einfach besser sind. Finanzbuch-Verlag, München 2017.
- In Defense of Deflation. Springer International Publishing, Cham/Schweiz 2015, ISBN 978-3-319-13427-7 (aktualisierte Fassung der Dissertation aus dem Jahr 2007, Vorschau/PDF).
- The ZIRP Trap – The Institutionalization of Negative Real Interest Rates. In: Procesos de Mercado. Revista Europea de Economía Política, 2015, Band 12, Heft 2, S. 105–163 (Zugang zum PDF).
- mit Andreas Marquart: Warum andere auf Ihre Kosten immer reicher werden – und welche Rolle der Staat und unser Papiergeld dabei spielen. Finanzbuch-Verlag, München 2014.
- Austrian economics and new currency theory on 100% banking: A response to Huber. In: Procesos de Mercado. Revista Europea de Economía Política, 11 (1), 2014, S. 105–136 (abstract).
- mit Gerhard Schwarz (Hrsg.): Die Entstaatlichung des Geldes. Verlag Neue Zürcher Zeitung, Zürich 2014.
- Österreichische Konjunkturtheorie. Entwicklung und Relevanz der ÖKT für die heutige Wissenschaft und Wirtschaft. Diplomica Verlag, Hamburg 2014, ISBN 978-3-8428-9687-1 (Google Books).
- Mises’ Staats- und Interventionismuskritik. In: Thorsten Polleit (Hrsg.): Ludwig von Mises. Leben und Werk für Einsteiger. Finanzbuch-Verlag, München 2013, ISBN 978-3-89879-824-2 (Google Books).
- mit David Howden: Some Ethical Dilemmas with Modern Banking. In: Business Ethics: A European Review, 22 (3), 2013, S. 235–245 (PDF).
- mit David Howden: Deep Freeze. Iceland’s Economic Collapse. Ludwig von Mises Institute, Auburn/Alabama 2011, ISBN 978-1-933550-34-3 (Google Books).
- Die Tragödie des Euro – Ein System zerstört sich selbst. Finanzbuch-Verlag, München 2011, ISBN 978-3-8987-9670-5 (Originaltitel: The Tragedy of the Euro. Ludwig von Mises Institute, Auburn/Alabama 2010).
- Austrian Business Cycle Theory: Are 100 Percent Reserves Sufficient to Prevent a Business Cycle? In: Libertarian Papers, 2 (2), 2010, S. 1–18 (PDF).
- The Quality of Money. In: The Quarterly Journal of Austrian Economics, 12 (4), 2009, S. 22–45 (PDF).
- mit David Howden: Qualitative Easing in Support of a Tumbling Financial System. A Look at the Eurosystem’s Recent Balance Sheet Policy. In: Economic Affairs, 21, Heft 4 (November 2009), S. 283–300 (PDF).
- mit David Howden: The Legitimacy of Loan Maturity Mismatching: A Risky, But Not Fraudulent, Undertaking. In: Journal of Business Ethics, 90 (3), 2009, S. 399–406 (PDF).
- mit Markus H. Schiml: Notenbankbilanzanalyse: Ein neues Werkzeug der Geldpolitik in der Subprime-Krise. In: Wirtschaftsdienst, 89. Jahrgang (2009), Heft 3, S. 184–188 (Zugang zum PDF).
- mit Markus H. Schiml: Bilanzpolitik und -analyse von Notenbanken im Kontext der Qualitätstheorie des Geldes. In: German Review of New Austrian Economics, 2. Jahrgang (2008), Heft 3.
- Österreichische Konjunkturtheorie aus heutiger Sicht. Grin Verlag, München 2008, ISBN 978-3-640-14490-7.
- Monetary Reform and Deflation – A Critique of Mises, Rothbard, Huerta de Soto and Sennholz. In: New Perspectives on Political Economy, 4 (2), 2008, S. 131–157.
- Five Common Errors about Deflation. In: Procesos de Mercado. Revista Europea de Economía Política, 3 (1), 2006, S. 105–123.
- Deflation – When Austrians Become Interventionists. In: The Quarterly Journal of Austrian Economics, 6 (4), 2003, S. 19–35 (PDF).